# John Harvard
John Harvard (Southwark, 26 novembre 1607 – Charlestown, 14 settembre 1638) è stato un pastore protestante britannico, che ha dato il nome all'omonima università americana.

## Biografia
Nato da una modesta famiglia inglese, studiò a Cambridge e nel 1637 emigrò con la moglie in Massachusetts, dove prestò servizio come maestro, anziano e assistente del predicatore presso la prima chiesa puritana di Charlestown.
Ammalatosi di tubercolosi, morì trentenne nel 1638.
La statua qui visibile intitolata a John Harvard è detta popolarmente "Statua delle tre bugie", perché la targa riporta John Harvard come personaggio ritratto e fondatore dell'Università nel 1638. In realtà il personaggio ritratto è solo un modello, John Harvard non fondò l'università ma la finanziò con doni in denaro e di libri e l'istituto fu fondato nel 1636 e non nel 1638. Egli lasciò appunto in eredità la sua raccolta di circa 400 libri e la somma di 780 sterline al New College di Newtowne, che in suo onore ne adottò il nome.